# ウルトラストリートファイターIV
『ウルトラストリートファイターIV』（ウルトラストリートファイターフォー、ULTRA STREET FIGHTER IV）はカプコンのアーケードゲームであり、同社の『スーパーストリートファイターIV アーケードエディション Ver.2012』に多くの新要素を追加した内容である。
通称『ウルIV』。キャッチコピーは「超（ウルトラ）・強い奴に会いに行く」。

## 概要
登場キャラクターはシリーズ最多の44名となる。新キャラクターの多くは『ストリートファイター X 鉄拳』（以下『ストクロ』）からの登場となるが、性能には調整が施されており、操作感覚などは異なっている。また、ステージ背景も『ストクロ』に使用されていたものが6種類追加された。
ゲームシステムにも新要素があり、ダメージ補整がかかるがウルトラコンボを2つ使用できる「ウルトラコンボダブル」、ゲージを消費して多段攻撃をセービングする「レッドセービングアタック」、起き上がりを遅らせる「ディレイスタンディング」が追加された。また、各キャラクターの技の攻撃力や硬直時間などを見直すゲームバランスの調整も行われている。

## リリース
本作は、2013年7月13日、「EVO 2013」のパネルセッション「Street Fighter Nation」において製作が発表され、『ストクロ』に登場したポイズン、ヒューゴー、エレナ、ロレントが本作に登場する旨が伝えられた。

### アーケード版
アーケード版『ウルIV』は、2013年11月22日から24日までアルファロケテストが、2014年1月31日から2月2日にかけてベータロケテストが、東京、神奈川、大阪、名古屋、福岡、仙台、札幌などのプラサカプコン、タイトーステーションにて行われた。
2014年4月17日より日本では製品版が正式稼働開始。前作までのNESYSカードは1枚のカードで1キャラクターしかデータ保存ができなかったが、本作ではNESiCAに対応し、1枚のカードで全てのキャラクターを管理できるようになった。モバイルサイトに登録することで、前作『スーパーストリートファイターIV アーケードエディション Ver.2012』からNESYSカードのデータを引き継げる。
また、6月3日のアップデートでは、最後の新キャラクターであるディカープリが使えるようになった。

### PS3、Xbox 360版
『ウルIV』は、2014年8月7日にPlayStation 3およびXbox 360用ソフトとして発売された。単体パッケージ版だけではなく、『スーパーストリートファイターIV』（以下『スパIV』）、『スーパーストリートファイターIV アーケードエディション』からアップグレードを行うことで『ウルIV』にすることも可能。ただし、『ストリートファイターIV』（以下『ストIV』）からのアップグレードは不可。
PS3版のみ、ブックレットやDVD、CD、限定特典ダウンロードコードを同梱した『ウルトラストリートファイターIV コレクターズ・パッケージ』を同時発売した。
また、東京ゲームショウ2014の「サイキョー格闘ステージ」にて第6のバージョンとなる『オメガエディション』が発表され、2014年12月15日のアップデートで追加された。選択可能なのは対戦モードとトレーニングモードのみで、アーケードモードとオンライン対戦では選択できない。全てのキャラクターに新技の追加や既存技の大幅な性能の変更がなされているほか、前後の移動スピード、フロントステップの機動力が上昇、バックステップの硬直増加、コマンドの簡易入力が不可能などシステム面においての変更も加えられている。ただし、「ウルトラコンボダブル」と「レッドセービングアタック」は使用できない。配信当初は様々なバグがあったが後のアップデートで修正され、一部のキャラクターにはさらなる新技も追加された。

### その他機種
PC版は2014年8月8日よりSteamを通じてダウンロード配信された。今作よりWindows LIVEからSteamWorksへ移行された。
2015年9月4日には、PlayStation 4版がPlayStation Storeにてダウンロード配信された。PS3・Xbox 360版と比較して、動画の解像度が720pから1080pに増えており、入力時のレスポンスも改善されている。また、『ストIV』から『ウルIV』にかけて配信されたアレンジコスチュームもすべて収録されている。

## 内容
家庭用『ウルIV』においては新システムとして「エディションセレクト」があり、バーサスモードとトレーニングモードでのみ「SFIV」、「SSFIV」、「SSFIV AE」、「SSFIV 2012」、「USFIV」の5つのエディションのキャラクター性能を選ぶことが可能（2014年12月15日より「OMEGA」エディションが追加）。オンライン対戦では当初は使用不可だったが、2014年12月15日のアップデートより使用可能になった（ホスト側の設定でエディションセレクト可/不可を選択可能）。
また、プレイ動画のYouTubeアップロード機能、オンラインのトレーニングモード、オンライン対戦の勝ち抜き戦、CPU相手にトレーニングをしつつ対戦相手が見つかるとオンライン対戦に移行する、トレーニングモードの待ち受け機能も追加される。
追加キャラクターのアニメパートはサンライズが担当。監督は森山洋が務める。また、追加キャラクターのアレンジコスチュームの一部は『ストクロ』のデータが無いと解放できない。

### バトルシステム
『ウルIV』では、強制ダウン時、いずれかのボタンを2個同時押しすることで起き上がりを遅くする「ディレイスタンディング」、多段攻撃をセービングする「 レッドセービングアタック」が追加された。
また、『スパIV』以降の作品では2つのウルトラコンボから選択する形だったのに対し、『ウルIV』では威力は下がるものの両方のウルトラコンボが使用できる「ウルトラコンボダブル」が選択可能となった。

## 開発
カプコンの執行役員となった小野義徳に代わり、開発チームの一員である杉山晃一がプロデューサーに就任し、アシスタントプロデューサーは綾野智章が引き続き務めることとなった。
小野は新旧のプレイヤーをシャッフルして、また新しい気持ちで楽しんでもらいたいという思いでシステム面の変更を行ったと、4Gamer.netとのインタビューの中で話している。
タイトルは『スーパーストリートファイターIV X』や『スーパーストリートファイターIV ULTRA Edition』などの案があったが、インパクトがあるということで現在の名前になった。
これに関連して、エレナやポイズンなど『ストクロ』からの登場キャラクターが追加された。その一方、小野は台北ゲームショウ2015でのGame*Sparkによるインタビューの中で、自分でやっておいてなんだがキャラクターを多く出しすぎたと振り返っている。
綾野は日本とそれ以外の国や地域ではロケテストに寄せられた要望が異なるとJAEPO2014でのインタビューで答えている。このうち、日本国外ではコンボへの意見が多く寄せられたことから、ゲージを消費して多段攻撃をセービングする「レッドセービングアタック」が導入された。
本作にて登場したディカープリは、ベガ親衛隊の中でもキャミィとの因縁が特に深く、キャミィとベガとの関係を掘り下げるために追加された。このキャラクターの初出は『ストリートファイターZERO3』のデモシーンだが、本作においてはUDONが手掛けた漫画版を準拠としたデザインが採用されている。ただし、漫画版ではかぎづめを使っていたのに対し、本作ではダガー状の武器に変更されたほか、彼女の憎しみを表現するためにサイコパワーを用いた攻撃手段が多く取り入れられた。また、戦闘スタイルについてはキャミィとの区別化を図るというコンセプトがとられた。
本作においてもアレンジコスチュームが導入されている。綾野は毎回苦労して作っているが、なかなかプレイヤーからは満場一致でよい評価を得られないと4Gamer.netとのインタビューの中で話しており、原案の時点ではよくても、ゲームの仕様上どうしても変更せざるを得ない時があると語っている。たとえば、2014年8月12日に配信された「バケーションコスチューム」におけるザンギエフの場合、ラフデザインの時点では巨大な足ひれがついていたが、そのまま実装すると足払いが実際よりも長く見えてしまい、競技性に響くおそれがあったことから変更された。

## 反響
アーケード版『ウルIV』稼働から10日後に開かれた「ニコニコ超会議3」で行われた4Gamer.netのハメコ。とのインタビューの中で、綾野は反響は上々だとしたうえで「キビしい意見をいただきつつではありますが，むしろ話題になっている事が自体がありがたいと思っています。」と話している。